# Labbratura
La labbratura è una tecnica di decorazione ornamentale e di nobilitazione grafica del "labbro" (il bordo sul taglio) delle pagine, in imitazione alla laminazione in foglia oro usata nella produzione del taglio oro libro di pregio.
Può essere eseguita con macchine per stampa con lamina a caldo, con l'applicazione ad esempio di colori effetto similoro in oro o argento imitazione a specchio, o con stampa a freddo, opaca con colori Pantone sotto forma liquida,con inchiostri interamente a base d'acqua.
Questa tecnica serve, oltre che a valorizzare il prodotto cartaceo, a impedire l'ingiallimento delle pagine dovuto al deposito della polvere specie nel lato superiore della testa, che deteriora la carta col trascorrere degli anni. La labbratura non compromette la traspirazione della carta, ma al tempo stesso impedisce che venga attaccata dagli acari.
In una buona labbratura il materiale apportato non deve assolutamente staccarsi e deve essere ben ancorato anche in fase di sfogliatura; non deve né creparsi, né pallinare a causa della distorsione meccanica che subisce la fibra della carta, come ad esempio arrotolandola a pergamena o nella fase Artistica della filigrana di carta o semplicemente per l'abrasione dovuta ai polpastrelli delle dita: l'unico modo per toglierla dovrebbe essere graffiarla o bagnarla.
Oggigiorno questa lavorazione è sempre più rara, e viene principalmente utilizzata in nobilizzazione grafica per decorare volumi importanti o per l'anti-falsificazione di documenti speciali, cartoncini per partecipazioni, pass per eventi importanti riservati ad un numero selezionato di ospiti. La labbratura in questi casi impedisce che si possa clonare il biglietto da visita o il pass con le comuni tecnologie informatiche,quali la Fotocopiatrice o Scanner per immagini; infatti basta inclinare l'invito per visionare la labbratura a specchio e quindi poter accedere all'evento.
La labbratura è un processo complesso, che pochi sanno eseguire.